# Nissan Note
Nissan Note — компактний п'ятидверний сімейний мінівен класу «B», який представляє компанія Nissan у модельному ряді з 2004 року. В продажі в Україні — з квітня 2006 р. Модель виготовляється на заводі в Сандерленді (Велика Британія).

## Перше покоління (2004–2013)
Модель була представлена у 2004 році для ринку Японії, а продажі стартували в січні 2005 року. Для ринку Європи Note був представлений у 2005 році на Франкфуртському автосалоні, далі на Женевському автосалоні у 2006 році. Виробництво на заводі в Сандерленді (Велика Британія) почалося в січні 2006 року, а продажі стартували навесні 2006 року. Першою країною в Європі, яка отримала Note, стала Велика Британія (початок продажів — 1 березня).
На ринку Європи Nissan Note пропонувався в п'яти комплектаціях: починаючи від Visia і закінчуючи Tekna. У всіх 5 комплектаціях були 4 подушки безпеки, CD-плеєр, передні вікна c електроприводом, дзеркала заднього виду з електроприводом і рухливі задні сидіння (можна або збільшити обсяг багажника, або місце для колін). На ринку Японії Note пропонувався в комплектаціях «S», «SE» та «SVE», проте пізніше вони були замінені на всі вище перераховані.
Передня підвіска Nissan Note незалежна, McPherson, задня — напівзалежна, торсіонна. У автомобіля дуже короткий задній звис, а ось передній досить великий, бампер може зачепити бордюр. Діаметр розвороту — 11,0 м.
Під час продажу Nissan Note конкурував зі схожою моделлю Ford Fusion. В порівнянні з Note Fusion трохи коротший, але ширший і вищий за свого конкурента. Nissan Note і ще один його конкурент Kia Soul майже не відрізняються розмірами, але у Soul більший обсяг багажника. У порівнянні з Honda Jazz/Fit Note більший за розмірами і ціною, а також у Jazz більший обсяг багажника. Ближче до кінця продажів у Note з'явився ще один конкурент — Kia Venga. Автомобілі майже не відрізняються в розмірі і обсязі багажника, але Venga могутніша за Note в показниках двигуна.

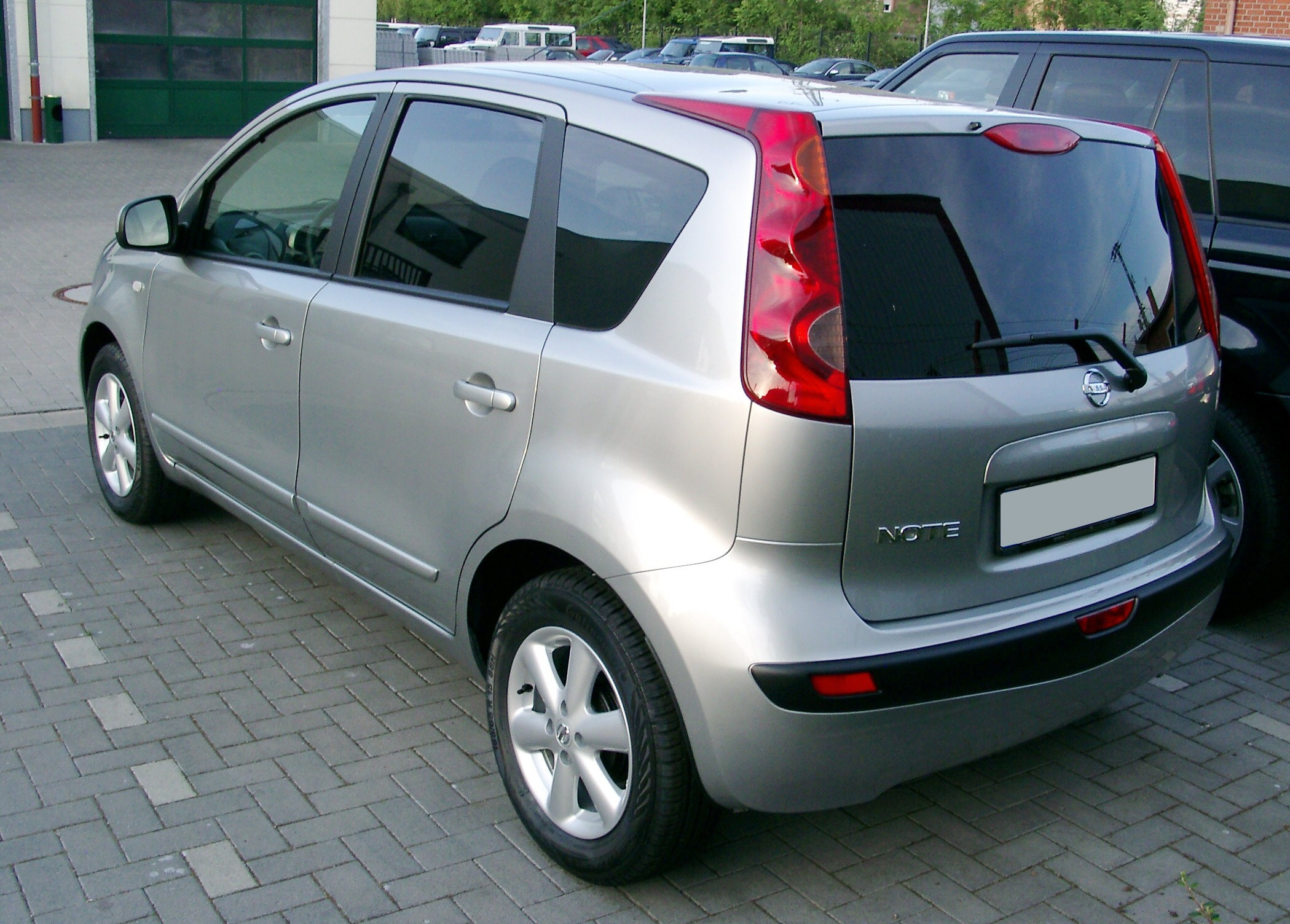
Nissan Note I (2005-2007)
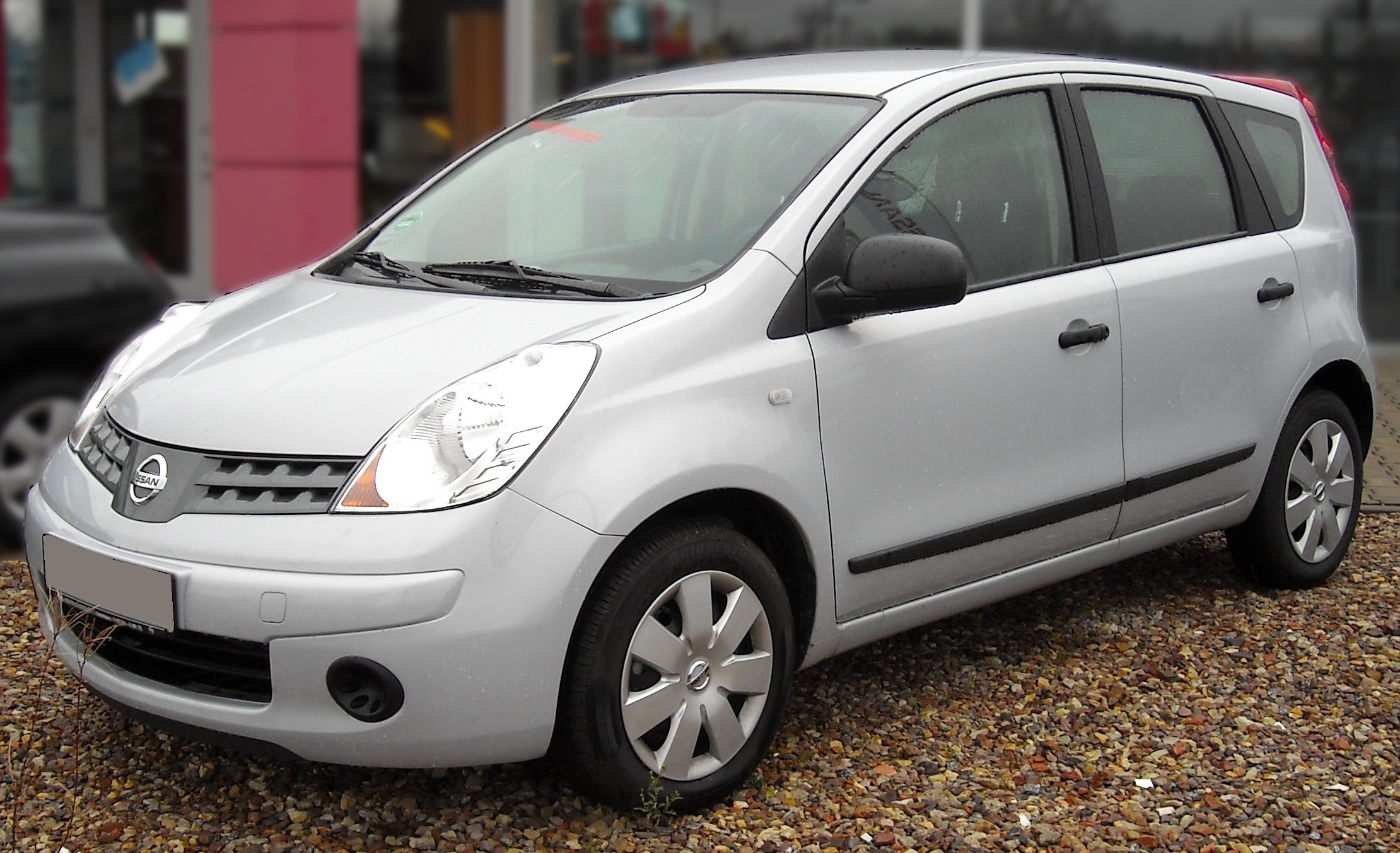
Nissan Note I фейсліфт (2007-2009)
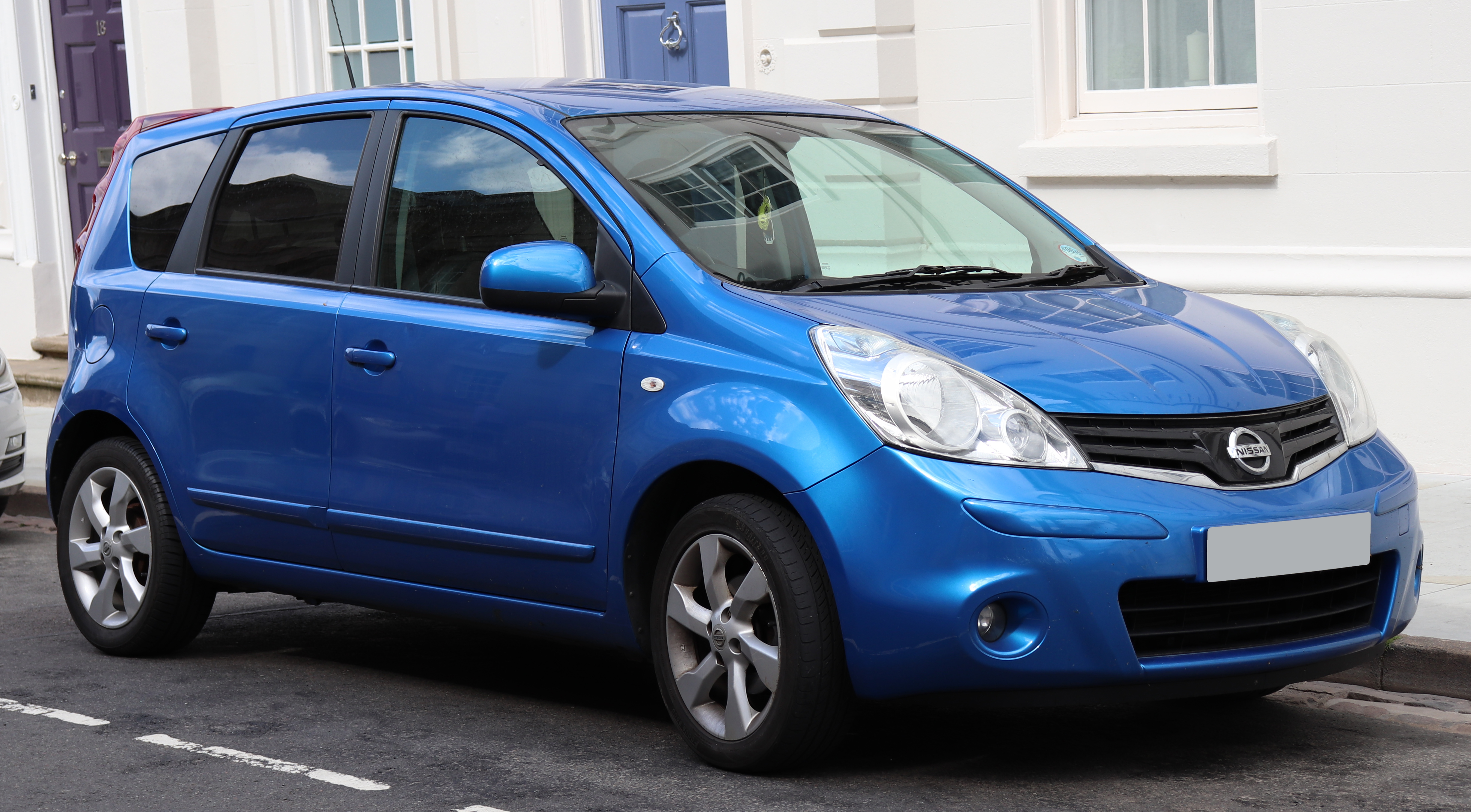
Nissan Note I фейсліфт 2 (з 2009)
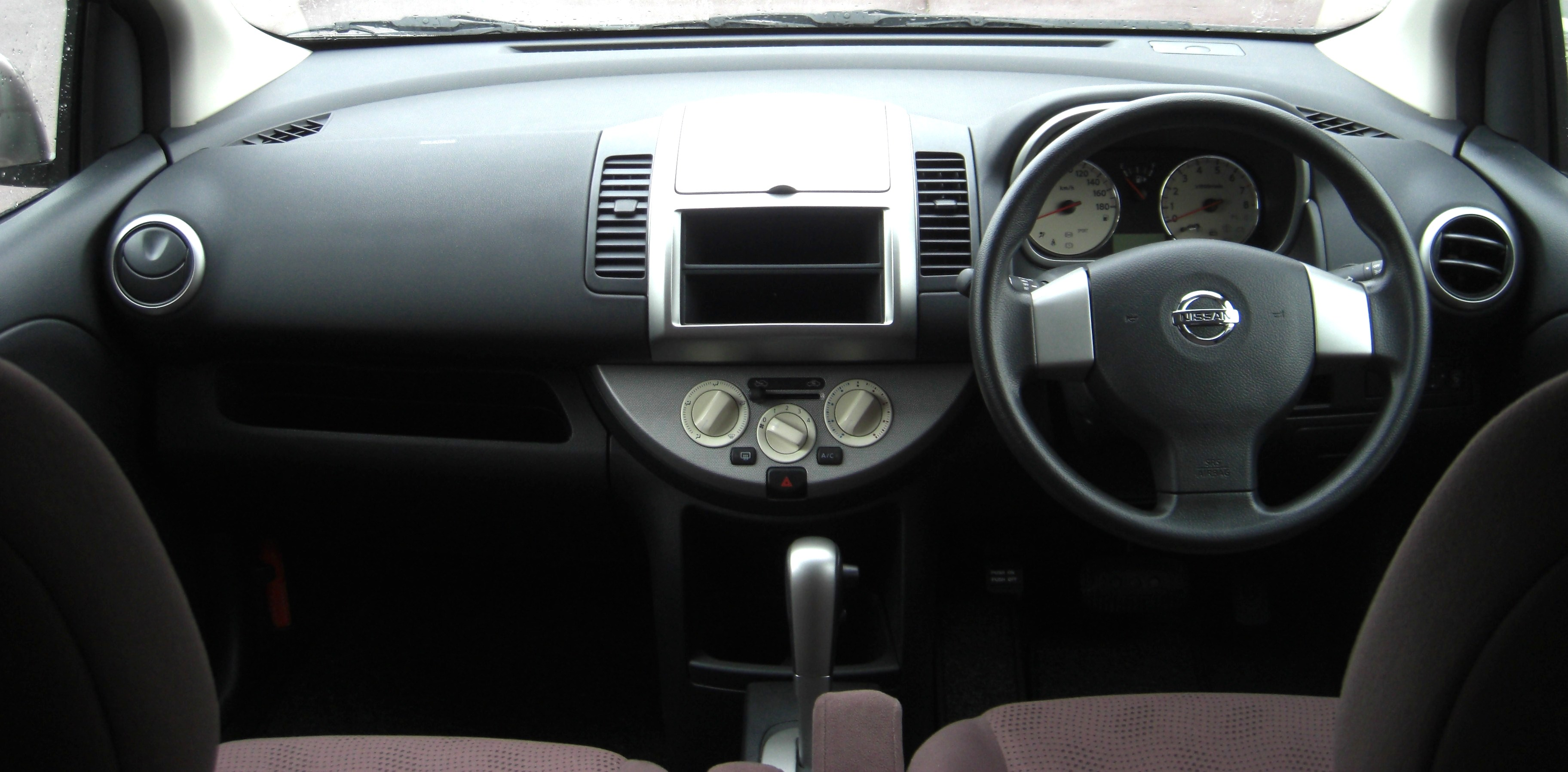

### Двигуни
- 1.4 л CR14DE I4 88 к.с. / 137 Нм
- 1.5 л HR15DE I4 109 к.с. / 148 Нм
- 1.6 л HR16DE I4 110 к.с. / 153 Нм
- 1.5 л K9K dCi 86 к.с. / 200 Нм

## Друге покоління (2012-2020)

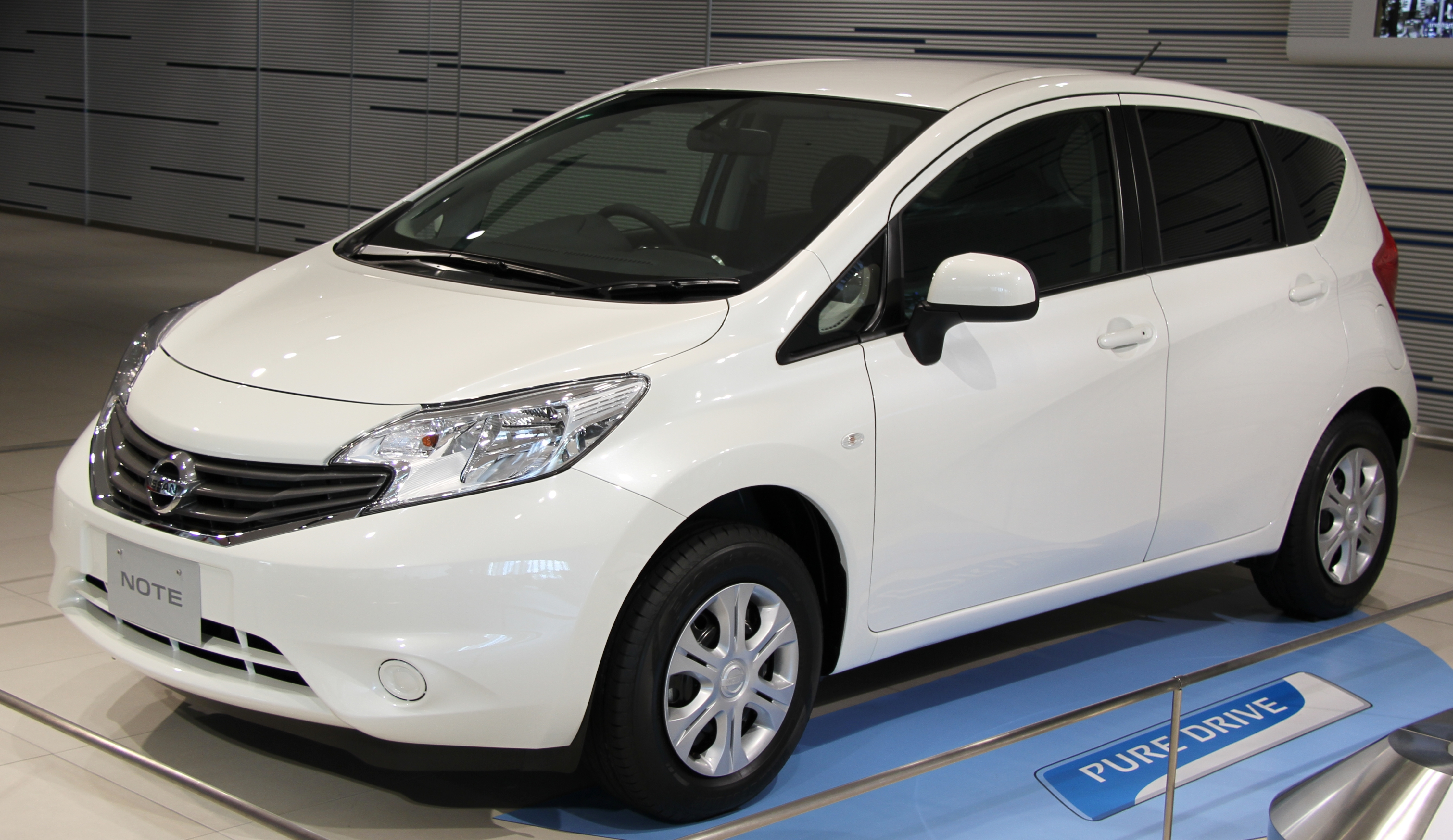
Nissan Note II

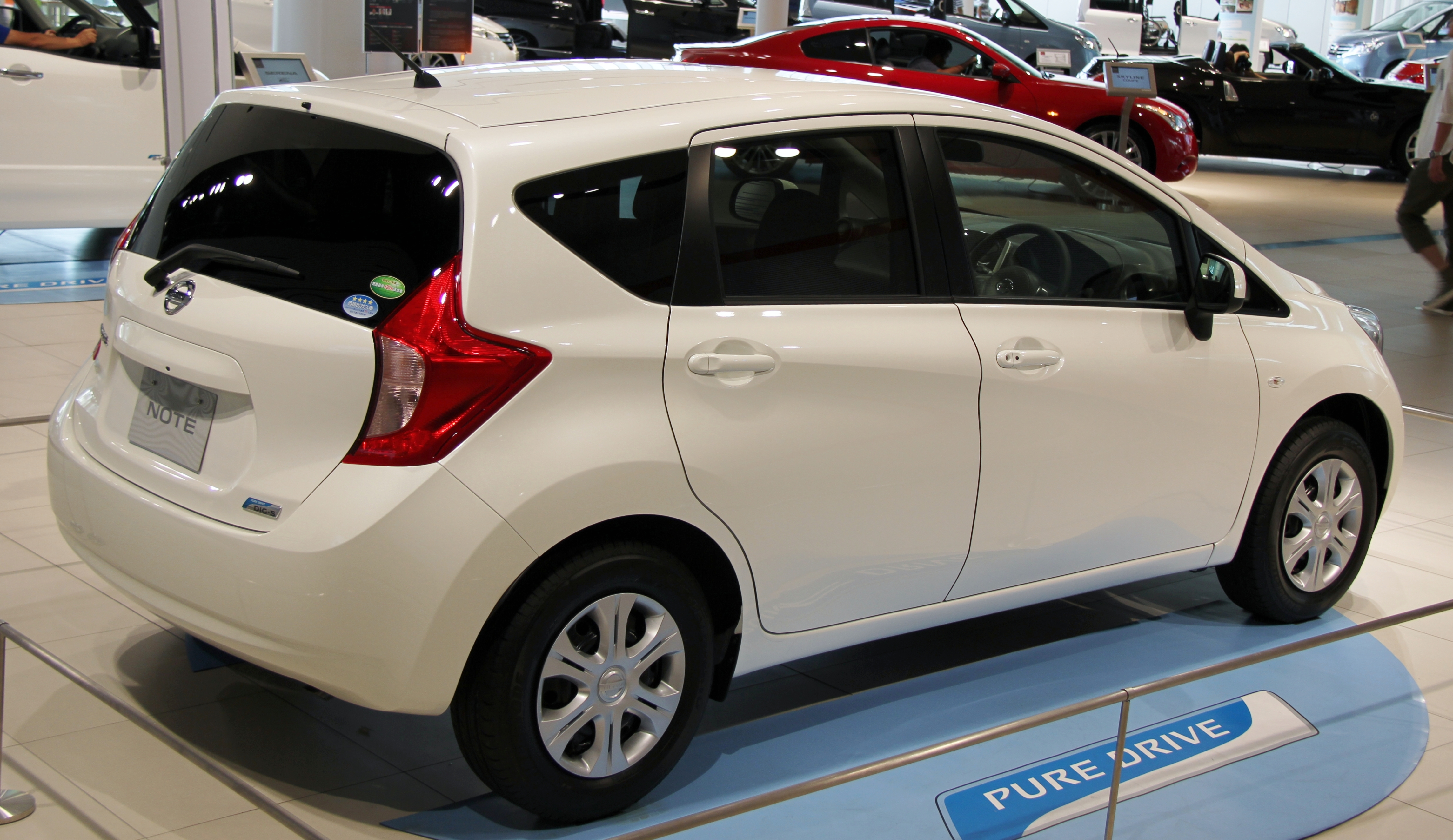
Nissan Note II

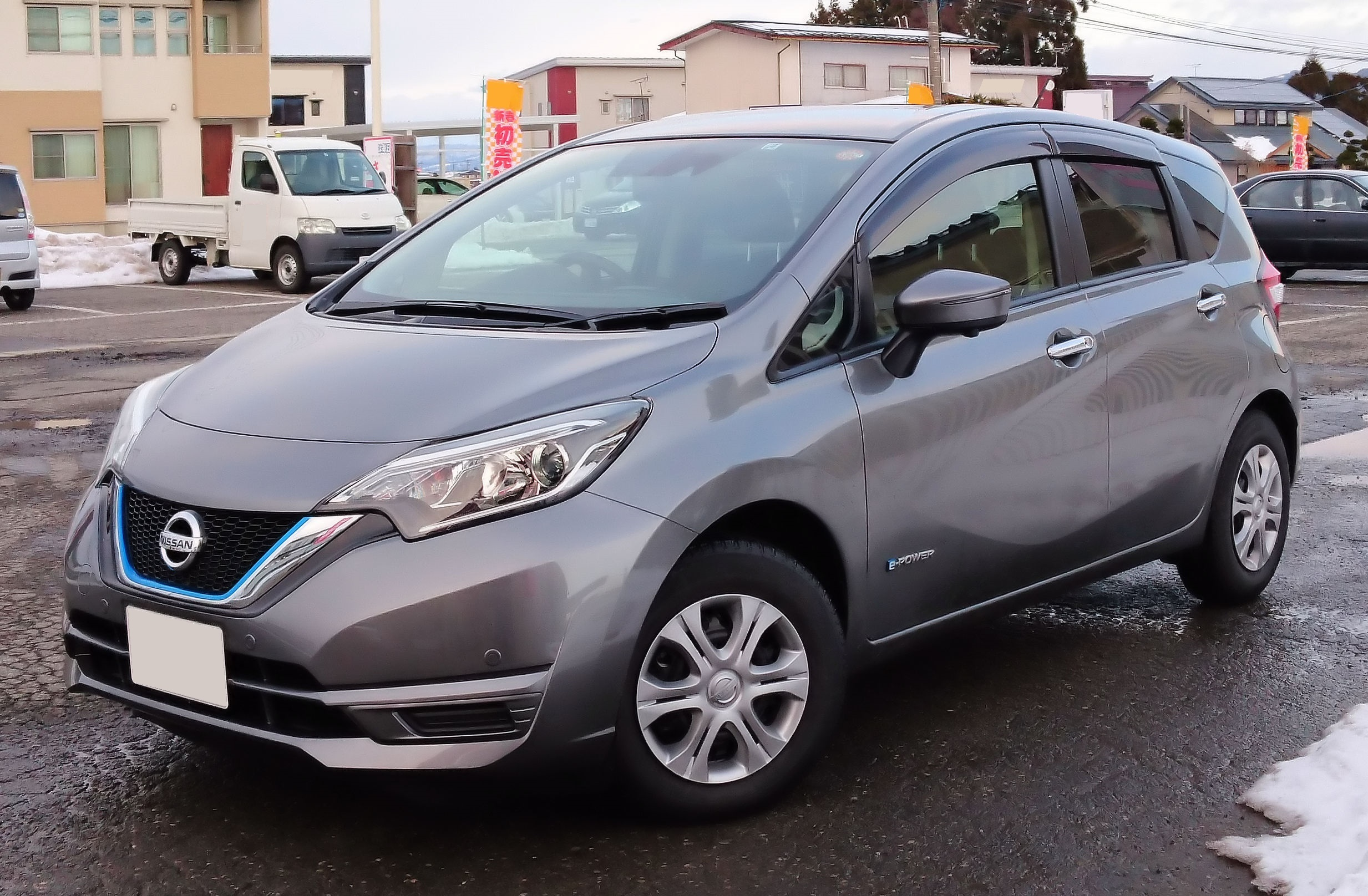
Nissan Note E12 e-Power (2016-2020)

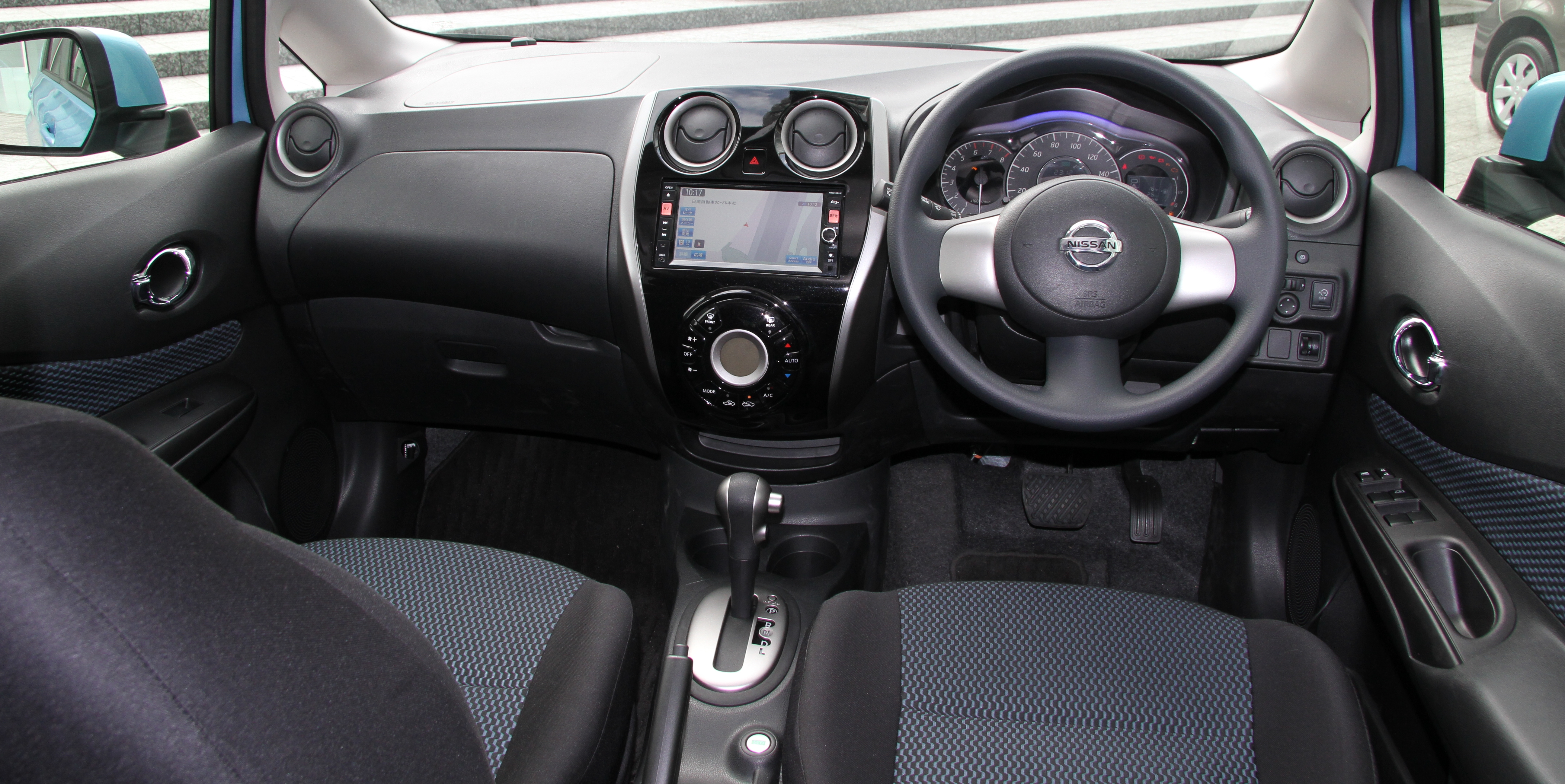

Друге покоління автомобіля Nissan Note (Внутрішнє позначення E12) представлене в Японії на початку вересня 2012 року, приблизно в той же час, почалися продажі.
На відміну від свого попередника, Note другого покоління тепер доступний по всьому світу. На додаток до Японії, де вона виробляється на заводі Nissan Кюсю, 2013 року почалося виробництво на заводі Nissan в Агуаскальєнтес, Мексика для Південної Америки та Північної Америки як Nissan Versa Note, як наступник хетчбека Nissan Versa.
З 2014 року виробництво почнеться в Китаї, де він замінить та інших азійських ринках, Nissan Livina.
Для Європи, з середини 2013 року автомобіль виготовляється на заводі Nissan в Сандерленді, Велика Британія.
Модельний ряд Note представлений в 7 різних версіях комплектацій: Visia, Acenta, Acenta Style, Acenta Premium, n-tec, Tekna and Tekna Style. Також, є модель Visia Limited Edition, яка підійде тим, кого не бентежить обмеженість в питанні вибору двигуна і базового набору обладнання. Ноут за габаритами трохи більший за звичайні автомобілі В-класу. Довжина даної моделі складає 4,1 м, ширина — 1,695 м і висота 1,53 м. Базовий варіант дизайну екстер'єру передбачає: великі стильні передні фари, протитуманні фари, потужну радіаторну решітку, вигнуту лінію даху, чітко окреслену лінію задніх фар, зовнішні дзеркала з електроприводом і підігрівом. Найпривабливіший зовнішній вигляд має Nissan Note версії n-tec, який відрізняється наявністю: глянцевих сріблястих дверних дзеркал і ручок, аеродинамічного переднього бампера, камери заднього виду й особливої блакитної внутрішньої обшивки. Всі версії Ноут добре оснащені, мають стереосистему з чотирма динаміками, USB-роз'єми, 12-вольтову розетку на центральній консолі. Починаючи з версії Acenta Premium і вище, в комплектацію входить 5.8-дюймовий сенсорний екран. 

### Двигуни
- 1.2 л HR12DE I3
- 1.2 л HR12DE e-Power I3 + електродвигун (Hybrid)
- 1.2 л HR12DDR I3
- 1.6 л HR16DE I4 (США)
- 1.5 л K9K dCi

## Третє покоління (з 2021 року)

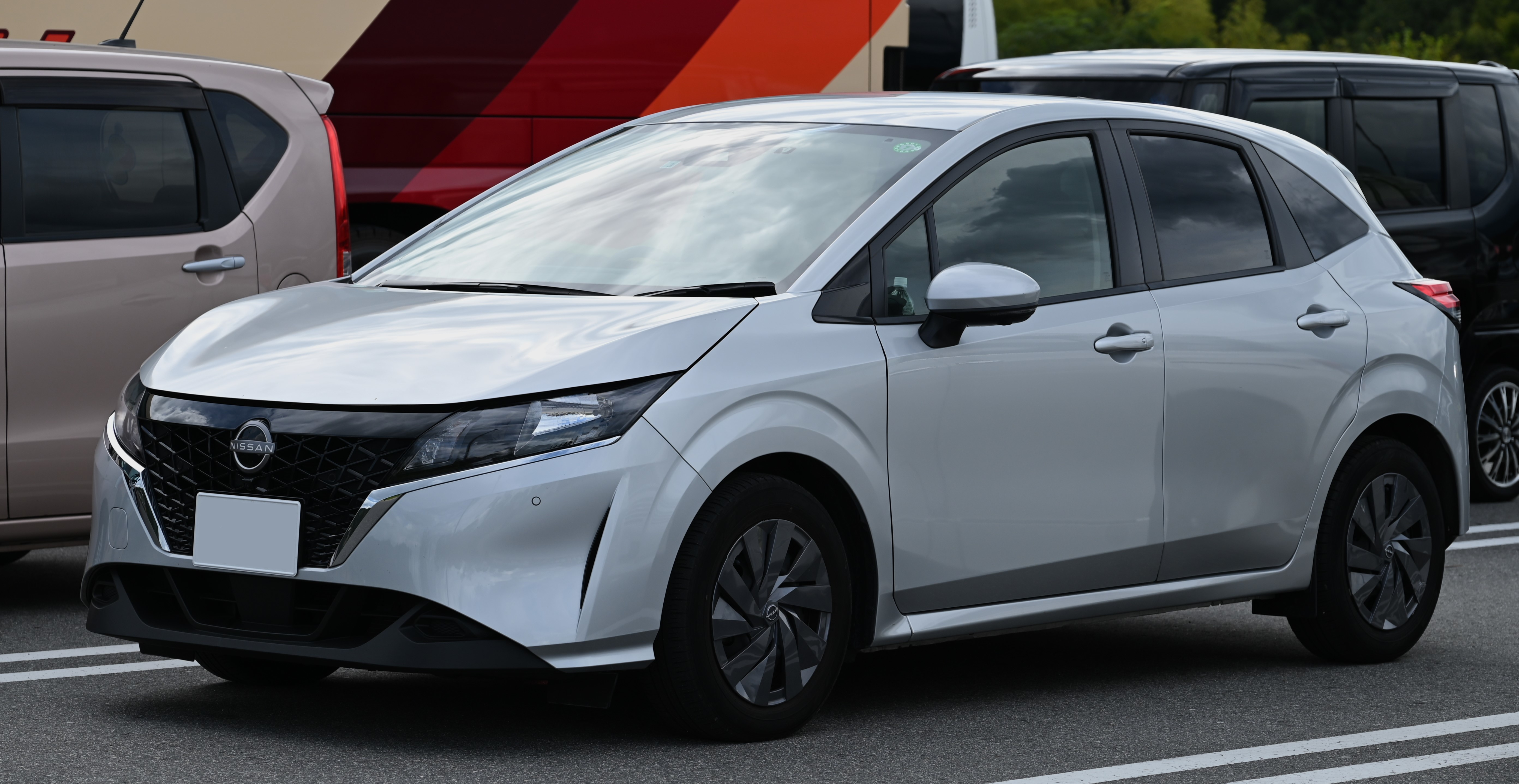
Nissan Note III

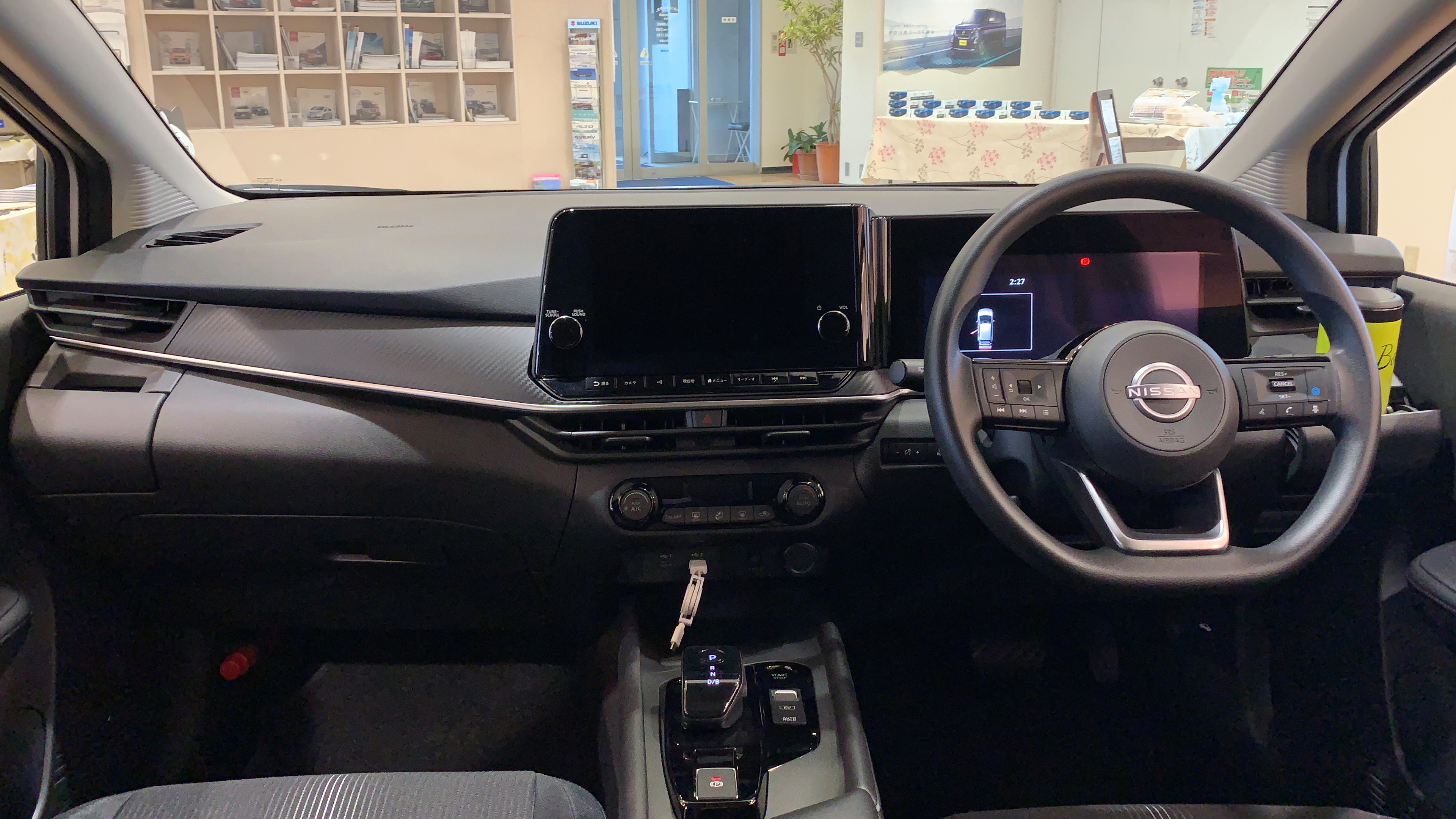
interior

У листопаді 2020 року було представлено третє покоління моделі.
Змінивши платформу V на сучасну CMF-B, Nissan Note став на 55 мм коротшим, колісна база зменшилася на 20 мм. 
Повністю бензинових версій більше немає — тільки бензоелектричні. Гібридна система послідовного типу e-Power, де 1,2-літровий бензиновий атмосферний двигун не має механічного зв'язку з колесами і використовується тільки для зарядки батареї.